# Gianfranco Rosi (boxe anglaise)
Pour les articles homonymes, voir Gianfranco Rosi.
Gianfranco Rosi est un boxeur italien né le 5 août 1957 à Assise.

## Carrière
Passé professionnel en 1979, il devient champion d'Italie et d'Europe EBU des poids welters en 1982 et 1984, à nouveau en 1985 et 1987, puis champion du monde des super-welters WBC le 2 octobre 1987 après sa victoire aux points contre Lupe Aquino. Rossi conserve son titre WBC aux dépens de Duane Thomas mais s'incline au 9e round lors de son combat suivant contre Donald Curry le 8 juillet 1988.
Il parvient néanmoins à relancer sa carrière en s'emparant de la ceinture IBF face à Darrin Van Horn le 15 juillet 1989, ceinture qu'il conserve 11 fois jusqu'à sa défaite contre l'américain Vincent Pettway le 17 septembre 1994. Il met un terme à sa carrière en 2006 sur un bilan de 62 victoires, 6 défaites et 1 match nul.